# Carl Cort
Carl Edward Richard Cort (* 1. November 1977 in Southwark) ist ein ehemaliger englischer Fußballspieler guyanischer Herkunft. Der Stürmer galt Ende der 1990er Jahre als eines der größten Talente im englischen Fußball, wurde zeitweise als der „neue Pelé“ gefeiert und wechselte im Jahr 2000 für sieben Millionen Pfund zu Newcastle United. Nach häufigen Verletzungen spielt er seit 2004 überwiegend bei niederklassigen Vereinen.

## Sportlicher Werdegang
Carl Cort, dessen zwei Jahre jüngerer Bruder Leon ebenfalls Profispieler in der Premier League wurde, begann die fußballerische Laufbahn in seiner Heimatstadt beim FC Wimbledon und sammelte zu Beginn des Jahres 1997 erste Erfahrungen beim Viertligisten Lincoln City, wohin er im Februar 2007 für einen Monat ausgeliehen worden war. Noch vor dem Ende der Saison 1996/97 kam er am 9. April 2007 für Wimbledon zu einem 20-minütigen Kurzeinsatz gegen Aston Villa (0:2) in der höchsten englischen Spielklasse, stand am 13. September 2007 beim 3:1-Auswärtssieg beim amtierenden Vizemeister Newcastle United erstmals in der Startformation und erzielte gleichzeitig sein erstes Premier-League-Tor. Schnell wurde auch die englische U-21-Auswahl auf den schnellen, technisch versierten und torgefährlichen „Shooting Star“ aufmerksam; dort schoss er acht Tore in zwölf Länderspielen und ist damit bis heute einer der erfolgreichsten englischen U-21-Akteure. Cort bestritt drei vollständige Spielzeiten beim FC Wimbledon in der Premier League, schoss in seiner letzten Saison 1999/2000 für die „Dons“ 15 Pflichtspieltore und wechselte im Sommer 2000 für die hohe Ablösesumme von sieben Millionen Pfund zu Newcastle United, das zu dieser Zeit von Sir Bobby Robson trainiert wurde.
Bereits nach wenigen Minuten schoss er im ersten Heimspiel für die „Magpies“ gegen Derby County seinen ersten Treffer. Dieser vielversprechende Start erlitt jedoch nach nur fünf Einsätzen einen frühen Rückschlag; Cort musste sich früh einer Knieoperation unterziehen und kehrte erst im März 2001 zur Mannschaft zurück, wo er mit fünf Toren in zehn Spielen einen Eindruck über sein Potential gab. Auch in der Folgezeit hatte Cort weiter mit seinen Knieproblemen zu kämpfen, da sich das Gelenk auch in der Saison 2001/02 weiter instabil zeigte – umfangreiche Behandlungen, darunter bei dem US-amerikanischen Spezialisten Richard Steadman, standen zu dieser Zeit auf der Tagesordnung. Erst ab März 2002 absolvierte er bis zum Ende der Spielzeit noch einmal acht Ligaspiele, worauf er in der anschließenden Spielzeit 2002/03 neben zweier Kurzeinsätze in der Premier League und der Champions League (3:1-Sieg gegen Bayer 04 Leverkusen) nur einmal im Ligapokal über die volle Distanz ging. Cort kämpfte zunehmend um den Anschluss an die Erstligamannschaft und nachdem die Fitness einigermaßen wiederhergestellt wurde, zog die Vereinsführung einen Schlussstrich unter die „Personalie Cort“ und stimmte im Januar 2004 einem Verkauf für zwei Millionen Pfund an den Erstligakonkurrenten Wolverhampton Wanderers zu.
Mit fünf Treffern in den restlichen Saisonspielen konnte Cort zwar den Abstieg der „Wolves“ nicht mehr vermeiden, aber seine sportlichen Leistungen konsolidierten sich in der Football League Championship mit 16 Toren in 40 Partien der Saison 2004/05. Auch zu Beginn der Spielzeit 2005/06 war er mit neun Treffern in den ersten elf Begegnungen erfolgreich, bevor er nach Verletzungsrückschlägen bis zum Abschluss der Saison nur noch zwei Mal traf. Zehn weitere torlose Meisterschaftsspiele in der Saison 2006/07 später ließ die Vereinsführung der Wolverhampton Wanderers im Mai 2007 ihren ehemaligen Hoffnungsträger ziehen und nur kurze Zeit später unterschrieb dieser beim Zweitligakonkurrenten Leicester City einen neuen Zweijahresvertrag. Mit Ausnahme eines sehenswerten Treffers bei der 3:4-Ligapokalniederlage gegen den FC Chelsea wurde bis zum Jahresende klar, dass er den Erwartungen nicht gerecht wurde. Er fiel Ende Dezember 2007 einer „Großreinemachaktion“ von Trainer Ian Holloway zum Opfer, wurde auf die Transferliste gesetzt und verließ den Klub am 11. Januar 2008 „in beiderseitigem Einvernehmen“. Am 31. Januar 2008 vermeldete der spanische Drittligist UD Marbella die Verpflichtung von Carl Cort.
Nicht einmal ein Jahr später kehrte Cort nach England zurück, schloss sich am 9. Dezember 2008 dem Zweitligisten Norwich City an und schoss am 3. Februar 2009 bei seinem Ex-Klub Wolverhampton Wanderers (3:3) sein erstes Tor für die „Canaries“. Nach dem Abstieg von Norwich City in die Football League One im selben Jahr einigten sich die beteiligten Parteien auf eine vorzeitige Beendigung von Corts Vertrag. Fortan versuchte dieser sich vergeblich bei einem Probetraining bei den Wycombe Wanderers, fand dann aber im August 2009 mit dem Drittligisten FC Brentford einen neuen Arbeitgeber, der ihn zunächst für einen Zeitraum von fünf Monaten beschäftigte. Der Vertrag wurde nach Abschluss der Saison 2009/10 ebenso verlängert wie ein Jahr danach.
Von 2012 bis 2014 spielte er für die Tampa Bay Rowdies in der North American Soccer League.